# Internetworking
Internetworking är begrepp som används för företeelsen att en mängd mindre datornätverk av olika typ och storlek sammankopplas i ett större datornätverk. Det mest kända exemplet på ett nätverk som arbetar genom principen internetworking är det världsomspännande Internet.